# Toy Story 3
Pour les articles homonymes, voir Toy Story (homonymie).
Série Classiques d'animation Pixar
Là-haut
(2009) Cars 2
(2011)
Série Toy Story
Toy Story 2
(1999) Toy Story 4
(2019)
Pour plus de détails, voir Fiche technique et Distribution.
Toy Story 3, ou Histoire de jouets 3 au Québec, est un film d'animation en images de synthèse américain réalisé par Lee Unkrich et sorti en 2010. Il est le troisième film de la série des Toy Story. Il a été produit par Pixar, distribué par Walt Disney Pictures (en tant que 116e long-métrage d'animation), réalisé par Lee Unkrich et écrit par Michael Arndt. Le film a été diffusé du mois de juin au mois d'octobre 2010 dans le monde entier en Disney Digital 3-D, RealD et IMAX 3D. Toy Story 3 est le premier film à avoir été diffusé au cinéma en 7.1.
C'est un gros succès du box-office mondial : il s'agit du premier film d'animation à avoir dépassé le milliard de dollars de recettes et le troisieme film d'animation le plus lucratif de l'histoire.
Le film se focalise principalement sur Woody, Buzz l'Éclair et leurs amis luttant face à un avenir incertain lorsque Andy, leur propriétaire, se prépare à partir pour l'université. Tom Hanks, Tim Allen, Joan Cusack, Don Rickles, Estelle Harris, John Ratzenberger, Wallace Shawn, Jeff Pidgeon, Jodi Benson, R. Lee Ermey, John Morris et Laurie Metcalf, les comédiens américains, reprennent leurs rôles respectifs depuis les précédents opus du film. Jim Varney, qui a joué Zig-Zag dans les deux premiers films, et Joe Ranft sont tous les deux décédés avant que le doublage de Toy Story 3 n'ait débuté. La voix de Zig-Zag a été reprise par Blake Clark, tandis que les personnages que doublait Ranft ont été retirés du scénario. Les nouveaux personnages incluent les voix de Ned Beatty, Timothy Dalton, Kristen Schaal, Bonnie Hunt, Whoopi Goldberg, Jeff Garlin et Michael Keaton.

## Synopsis
Andy entre à l'université à 17 ans, et cela fait des années qu'il n'a pas touché à ses jouets, dont le groupe a été très réduit à cause de dons durant son adolescence. Même les soldats verts, les trois restants, s'enfuient, pensant que leur devoir d'égayer Andy a été accompli. Andy range tous les membres du groupe, dont Buzz et Jessie, dans un sac poubelle sauf Woody (après un moment d'hésitation) qu'il veut emmener à l'université. Il s'apprête à les ranger dans le grenier, mais Molly fait tomber un jouet parmi d'autres destinés à Sunnyside, une garderie. Il l'aide, mais l'échelle du plafond se replie et la mère tombe sur le sac. Pensant qu'il est destiné à la poubelle, elle l'emmène sur le trottoir. Heureusement, les jouets sortent à temps du sac, mais Woody qui les a retrouvés après avoir voulu les sauver, voit ses amis rentrer dans la voiture de la mère d'Andy qui veut emmener des jouets à la garderie. Il tente de les convaincre de sortir de là, mais le coffre est refermé, les condamnant à aller à Sunnyside. Tandis que Woody tente une nouvelle fois de les convaincre, eux, préfèrent aller à la garderie, pour une nouvelle vie. Woody est persuadé que ses amis le supplieront de rentrer une fois entrés.
Ils arrivent dans la garderie en question, et le carton est placé dans la salle des papillons. Tous sont émerveillés par la salle sauf Woody. Rex, voulant voir mieux, bouscule ses amis ce qui fait tomber le carton au sol, et les jouets déjà là les accueillent chaleureusement. Chacun se présente à tous, et un ours en peluche rose appelé Lotso arrive. Il explique que, dans cet endroit, ils ne seront jamais délaissés. Les enfants, lorsqu'ils grandissent, amènent d'autres enfants et ainsi de suite. Puis, il appelle Ken, qui présente la salle. Il fait le tour du coin, et c'est à la fin qu'ils voient leur pièce à eux : la salle des chenilles (la salle de Lotso et des autres étant celle des papillons). Ken et Barbie, un des ex-jouets de Molly, se déclarent leurs sentiments, et Ken l'emmène avec lui. Lotso et son assistant Big Baby laissent les jouets dans la salle. Woody avoue que c'est un endroit magnifique. Il décide cependant de partir, laissant même Pile-Poil qui voulait l'accompagner. Il sort par la porte, passe par les toilettes et monte sur le toit, avant de trouver un cerf-volant auquel il s'accroche. Il s'envole, mais le vent joue contre lui, l'amenant dans un arbre, où Bonnie, une petite fille, le trouve. Il a perdu son chapeau sur l'herbe en dessous de l'arbre, et c'est sans lui qu'il est emmené.
Pendant ce temps, les jouets entendent les enfants faire la file pour rentrer. Rex est impatient, mais Buzz remarque quelque chose d'étrange : tous les jouets se cachent. Il se rend compte après, lorsque la porte est ouverte, que les enfants sont déchaînés, sans pitié avec les jouets, et les martyrisent. Alors que Bonnie joue avec son nouveau shérif, qui rencontre les jouets de la fillette, le groupe à la garderie constate que les enfants de cette salle sont trop jeunes pour eux. Buzz décide d'aller demander à Lotso d'être transférés lui et ses amis dans la salle des papillons. Lorsqu'il sort de la salle, il remarque que deux membres de la salle des papillons discutent et se dirigent vers un distributeur automatique. En chemin, l'un d'eux tire de force Ken. Les trois arrivent en bas du distributeur suivi en secret par Buzz. Les trois jouets escaladent le distributeur. Buzz arrive en haut et découvre que les jouets qu'il a suivi sont en train de jouer à un jeu de société avec d'autres membres de la salle des papillons. Leur conversation semble suspecte pour Buzz. Il est repéré par Big Baby, et est emmené à la bibliothèque. Lotso arrive et décide qu'il peut rester dans la salle des « anciens » et est digne de faire partie de leur groupe. Mais lorsque Buzz demande d'aller chercher ses amis, l'ours ordonne qu'on le remette sur la chaise d'interrogatoire où il avait été enchainé. Sur ordre de Lotso, il est réinitialisé.
Woody apprend pendant ce temps, après avoir dit aux jouets de Bonnie qu'il était parti de Sunnyside, l'histoire de Lotso par Rictus, un clown : il était, avec Big Baby et Lotso, un des jouets d'une fille, Daisy, qui les a oubliés un jour à la campagne. Lorsqu'ils reviennent, Lotso est remplacé par une autre peluche identique. Blessé, il considère alors qu'ils ont tous les trois été remplacés et les trois jouets échouèrent à Sunnyside. Là, Lotso instaure les règles et Big Baby devient son bras droit. Rictus, lui, a été cassé et Bonnie l'a emmené. Déterminé à les sauver, Woody repart à la garderie, où ses amis ont été capturés par Buzz, qui se considère de nouveau comme un ranger de l'espace et qui obéit désormais à Lotso, et même Barbie, qui a rompu avec Ken, alors qu'elle a compris que ses amis étaient fait prisonniers. Ils ont juste eu le temps de voir grâce à un œil de Mme Patate qui a été perdu que le cowboy disait la vérité  : Andy ne les a pas oubliés, et les cherche. Mr. Patate, lui, a été jeté dans la boîte, un bac à sable destiné aux plus coriaces, jugé insolent par l'antagoniste. Ce dernier jette alors, devant les yeux de tous, le chapeau de Woody, et Buzz leur explique les règles.
Mais Woody revient dans cet enfer et a le temps de voir ses pauvres amis qui subissent mille et un dommages. Il parle alors avec un téléphone caché qui lui explique que depuis son départ, ils ont plus de surveillance partout. Le shérif demande alors s'il y a moyen de sortir. Là, le téléphone lui explique : Les portes sont fermées chaque soir à double tour, et les murs sont grands de deux mètres. Une solution : passer par en dessous et accéder à la benne à ordures. Lotso a aussi des camions qui patrouillent toute la nuit dans les couloirs, les salles de jeux et dans la cour de récré. Mais le vrai problème vient du singe : il surveille tout depuis des caméras et rien ne lui échappe. Il faut donc se débarrasser de ce primate. Tous les jouets d'Andy retrouvent leur ami qui leur explique le plan. D'abord, Mr. Patate fait semblant de s'enfuir pour se retrouver dans la boîte. Puis, pendant ce temps, et avec des difficultés, Zigzag et Woody parviennent à capturer le surveillant. Ils prennent la clé de la porte et l'ouvrent, tandis que Mr. Patate s'est fait passer une tortilla après que ses parties du corps soient sorties, excepté le corps, du bac. Ils réussissent également à réparer Buzz, mais une fausse manipulation le fait passer en mode espagnol. Ils sortent, aidés par Mr. Patate, et ce dernier rencontre un pigeon qui le morcelle. Ils récupèrent son corps et le lui rendent une fois dehors, après avoir utilisé un légume en tant que corps temporaire. Ils avancent en évitant les gardes ainsi que Big Baby et parviennent à la benne à ordures. Ils sont sur le point de traverser, lorsque Lotso et ses acolytes les rattrapent à l'aide du téléphone qu'ils ont cassé.
Le camion poubelle arrive quand Lotso leur explique qu'il est préférable pour eux qu'ils reviennent. Ils refusent, et Flex, une adjointe de Lotso, tente de les faire tomber dans la poubelle. Mais Ken les rejoint, et essaye de faire rébellion face à Lotso en lui disant que pour lui, il n'y a qu'une Barbie. L'ours dit alors qu'aucun « morveux » n'aime vraiment les jouets et il s'en va, mais Woody parle de sa propriétaire en disant qu'elle l'aimait. L'ours tente d'avoir le dernier mot, mais le shérif lui montre un petit cœur en plastique marqué « Daisy », appartenant jadis à Big Baby, que Rictus avait conservé, et alors que Big Baby prend le cœur en disant « maman », Lotso le prend et le brise. Big baby le jette alors dans la poubelle et la referme. Tandis que les jouets sont en marche pour sortir, Woody se fait attraper par Lotso et est emmené dans la poubelle. Le camion arrive juste à ce moment-là. Les jouets restent solidaires et s'accrochent à la poubelle, qui est vidée. Durant le voyage, Buzz est finalement remis en mode normal en recevant une télévision sur la tête. Ils arrivent à la décharge. Voyant un grappin, les trois extraterrestres à trois yeux, enfants adoptifs du couple Patate, sont emmenés par un camion qui est suivi d'un second qui amène les héros sur un convoyeur. Ils découvrent que tout ce qui est métallique est attiré par un aimant au plafond. Pour esquiver la déchiqueteuse qui approche, Woody ordonne à ses amis d'attraper un objet métallique. Woody lui risque sa peau pour sauver Lotso de la déchiqueteuse, aidé par Buzz. Les trois attrapent de justesse un morceau de métal. De l'autre côté, Woody découvre que ses amis ont disparu mais il remarque qu'ils sont juste en bas. Ils lâchent l'objet métallique et arrivent auprès des autres. Rex voit de la lumière, celle d'un incinérateur. Lotso voit une échelle et un bouton pour annuler la progression du tapis roulant. Il monte, mais au moment d'appuyer, décide de laisser les jouets à leur sort pour se venger. Ils s'écrasent dans les ordures, tentent de fuir le feu, mais Buzz se montre impuissant face à cette situation, et tend sa main. Tous les jouets se réunissent, se tiennent la main et ferment les yeux se préparant à leur fin inévitable. 
Ils se rapprochent des flammes, mais sont sauvés de justesse par les trois aliens verts, qui les délivrent avec une grue dont le bout est un grappin. Heureux, Mr. Patate, qui ne les supportait pas depuis le précédent épisode, les accepte. Les amis décident de se venger de Lotso de les avoir trahis au dernier moment alors qu'ils l'ont sauvé, mais Woody les dissuade, affirmant qu'il n'en vaut pas la peine. Lotso, lui, est accroché à un devant de camion, condamné à y rester pour l'éternité. Les jouets sont de retour chez Andy grâce au camion poubelle qu'ils ont vu, et retournent dans leurs boites respectives après des au revoir sincères. Mais en voyant Andy qui dit au revoir à sa famille, Woody se rend compte qu'au fond, ils resteront toujours ensemble quelque part. Il écrit l'adresse de Bonnie, entre dans la boîte à mettre au grenier. Andy donne ses jouets à Bonnie, qui reçoit même le shérif. Andy joue avec eux une dernière fois, et puis part. Le film se termine alors que le cowboy et ses amis vivent une nouvelle vie. Mais à la garderie, Barbie et Ken ont amélioré le niveau de vie. Les jouets se passent à présent le relais à tour de rôle dans la salle des chenilles. Les amoureux savent en plus que leurs amis ont survécu à la décharge. Enfin, l'épilogue est terminé par une danse espagnole entre Jessie et Buzz, désormais en couple.

## Fiche technique
- Titre original et français : Toy Story 3
- Titre québécois : Histoire de jouets 3
- Réalisation : Lee Unkrich
- Scénario : Michael Arndt, d’après une histoire originale de John Lasseter, Andrew Stanton et Lee Unkrich
- Musique : Randy Newman
- Storyboards : Dan Scanlon, Adrian Molina, Bud Luckey, Mark Andrews (réalisateur)
- Production : Darla K. Anderson
- Société de distribution : Walt Disney Studios Distribution
- Budget de production (estimation) : 200 000 000 $
- Pays de production :  États-Unis
- Langue originale : anglais
- Format : couleurs – 35 mm (Kodak) - 1,85:1 - DTS - Dolby Digital- 7.1 - SDDS
  - Copies IMAX 3D – 70 mm (Kodak Vision 2383) – 1,44:1
- Durée : 103 minutes
- Dates de sortie[5] :
  - Canada et États-Unis : 18 juin 2010
  - France : 14 juillet 2010
  - Belgique : 28 juillet 2010

## Distribution
Sauf indication contraire, les informations mentionnées dans cette section peuvent être confirmées par les bases de données cinématographiques  présentes dans la section « Liens externes ».

### Voix originales
- Tom Hanks : Woody
- Tim Allen : Buzz Lightyear
- Joan Cusack : Jessie
- Ned Beatty : Lotso
- Don Rickles : Mr. Potato Head
- Estelle Harris : Mrs. Potato Head
- Michael Keaton : Ken
- Wallace Shawn : Rex
- John Ratzenberger : Hamm
- John Morris : Andy
- Jodi Benson : Barbie
- Blake Clark : Slinky Dog
- Emily Hahn : Bonnie
- Laurie Metcalf : Mère d'Andy
- Teddy Newton : Chatter Telephone
- Bud Luckey : Chuckles
- Beatrice Miller : Molly
- Javier Fernandez Peña : Buzz en espagnol
- Timothy Dalton : M. Pricklepants
- Lori Alan : Mère de Bonnie
- Charlie Bright : Andy jeune
- Kristen Schaal : Trixie
- Jeff Garlin : Buttercup
- Bonnie Hunt : Dolly
- John Cygan : Twitch
- Jeff Pidgeon : Aliens
- Whoopi Goldberg : Stretch
- Jack Angel : Chunk
- R. Lee Ermey : le Sergent
- Jan Rabson (en) : Sparks
- Richard Kind : Bookworm
- Amber Kroner : Peatrice
- Brianna Maiwand : Peanelope
- Jack Willis (en) : Frog
- Erik von Detten : Sid
- Mickie McGowan : une Voix additionnelle
- Bob Peterson : Concierge
- Sam Tobias : le Petit garçon 2
- Hannah Unkrich : Molly bébé
- Lee Unkrich : Jack in the Box

### Voix françaises
- Jean-Philippe Puymartin : Woody
- Richard Darbois : Buzz l'Éclair
- Barbara Tissier : Jessie
- Igor De Savitch : Lotso
- Jean-Pierre Denys : M. Patate
- Benoît Magimel : Ken
- Jacques Balutin : Zig-Zag
- Henri Guybet : Rex
- Patrick Préjean : Bayonne
- Michèle Bardollet : Mme Patate
- Frédérique Bel : Barbie
- Paul Nivet : Andy
- Isabelle Ganz : la Mère d'Andy
- Fabien Marsaud : Rictus
- Philippe Dumond : Téléphone
- Jean-Pierre Michaël : M. Labrosse
- Nathalie Bienaimé : Trixie
- Larbi Naceri : Bouton d'Or
- Brigitte Virtudes : Dolly
- Louis Garrel : Twitch
- Boris Rehlinger : Chunk
- Christophe Rouzaud : Sparks
- Isabelle Leprince : Stretch
- Marc Alfos : Sergent
- Jérémy Prévost : Vermisseau
- Alice Orsat : Molly
- Rafaèle Moutier : La mère de Bonnie
- Ambre Foubert : Bonnie
- Christophe Lemoine : Sid Phillips

Voix additionnelle : Patrice Dozier

### Voix québécoises
- Alain Zouvi : Woody
- Daniel Picard : Buzz Lightyear
- Violette Chauveau : Jessie
- Benoît Rousseau : Hamm
- Mariloup Wolfe[6] : Barbie
- Guillaume Lemay-Thivierge[6] : Ken
- François Sasseville : Rex
- Carl Béchard : Slinky
- Guy Nadon : Lotso
- Mireille Thibault : Madame Patate
- Louis-Georges Girard : Monsieur Patate
- Alexandre Bacon : Andy
- Natalie Hamel-Roy : Mme Davis
- Catherine Préfontaine : Bonnie
- Antoine Durand : Bouton d'or
- Catherine Trudeau : Trixie
- Marie-Andrée Corneille : Dolly
- Sylvain Hétu : Labrosse
- Vincent Davy : Rictus
- Gilbert Lachance : Sparks
- Philippe Martin : Chunk
- Carole Chatel : Stretch
- Manuel Tadros : Twitch
- Aline Pinsonneault : la Mère de Bonnie
- Alexis Plante : Jeune Andy
- Aubert Pallascio : Sergent
- Michel Comeau : Soliste (T'as trouvé un ami)

## Origine et production

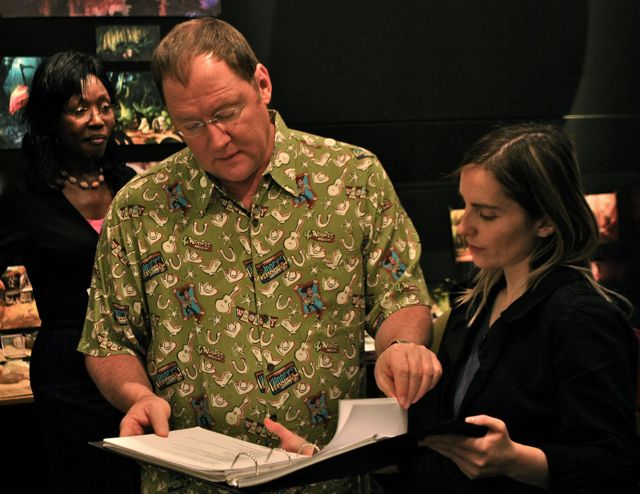
Le directeur artistique de Pixar/Disney John Lasseter et la productrice Barbara Grandvoinet, en mai 2010.

Le 16 juin 2005, les studios Disney annoncent le développement et la production de Toy Story 3, suite de la saga Toy Story, par sa filiale Circle 7 Animation avec une sortie prévue pour début 2008. Cette annonce intervient alors que Disney et Pixar discutent du contrat les liant et comprenant la production de plusieurs films. Disney utilise ici un point du contrat qui lui donne droit de produire des suites aux films coproduits précédemment avec ou sans l'aide de Pixar. En raison des tensions, la production a été officiellement stoppée en janvier 2006. Finalement Disney propose le 24 janvier 2006 de racheter Pixar, ferme le studio Circle 7 en date du 21 mars 2006 et l'acquisition s'achève le 5 mai 2006,. Entretemps, en février 2006, Pixar Animation Studios reprennent la production de Toy Story 3 sous la direction de Bradley Raymond des studios Disney. Mais c'est finalement Lee Unkrich qui réalisera le film. Le 9 février 2007, John Lasseter officialise la sortie du film pour la fin de l'année 2009 mais la date de sortie est ensuite repoussée de quelques mois, à juin 2010.
Le 17 février 2010, Disney Interactive Studios annonce une adaptation vidéoludique développée chez Avalanche Software et est sortie sur PlayStation 3, Xbox 360, PC, Wii, DS et PSP le 1er juillet 2010, la version PS3 bénéficiant de contenu supplémentaire ainsi que d'une compatibilité PlayStation Move. Le 28 avril 2010, Disney annonce que les deux attractions américaines Toy Story Midway Mania comprendront certains des nouveaux personnages de Toy Story 3 avec entre autres le nouveau jeu Rex and Trixie's Dino Darts. Jim Varney qui prêtait sa voix à Zigzag dans les deux premiers films, est mort en 2000 d'un cancer du poumon. Blake Clark le remplace pour le troisième film. Joe Ranft qui prêtait sa voix à Lenny et Sifli dans les deux premiers films, est mort d'un accident de voiture en 2005. Hannah Unkrich, la fille de Lee Unkrich avait prêté sa voix à Molly dans les deux premiers films. Dans le troisième film, c'est Beatrice Miller qui la remplace.
Le début du film est marqué par l'absence de beaucoup de jouets d'Andy (Bergère, Le Mouton à trois têtes, Sifli, l'ardoise magique, Karty, Serpent, Robot, Lenny, L'écran magique, Clown en toupie, Rocky, Requin, Larsen, Monsieur Alphabet, les soldats en plastique…), qui furent donnés au cours de son adolescence. John Lasseter, grand ami de Hayao Miyazaki, a pris le soin d'ajouter Totoro au casting de jouets de ce troisième épisode. En plus de la bande originale de Randy Newman, les Gipsy Kings ont également enregistré une chanson You've Got a Friend in Me (para Buzz Español).

### Autour du film
- Un camion Pizza Planet est aperçu lorsque Lotso, Big baby et Rictus partent en exil[14].
- Comme dans les deux autres films, le numéro de plaque du monospace de la mère d'Andy est A113[15].
- Les épingles sur la carte dans la chambre d’Andy correspondent aux villes natales des membres de l’équipe de production[16].
- Sur le calendrier situé dans la chambre d'Andy est caché un indice sur un nouveau personnage du futur Cars 2[17].
- Le sigle PU de la Pixar University décore les murs de la chambre d'Andy[16].
- Les piles de Buzz lors de la scène de la remise à zéro du jouet sont de la marque BnL, marque présente dans un autre film d'animation de Pixar. Il s'agit de WALL-E, BnL étant alors présentée comme une banque, une société de voyage, distributeur de carburants, etc.[18].
- L'éboueur que l'on peut apercevoir deux fois dans le film est, en fait, Sid le terrible voisin d'Andy dans Toy Story, l'ancien ennemi des jouets d'Andy. Bien qu'à aucun moment le jeune éboueur ne soit appelé Sid Philips, l'acteur Erik von Detten est mentionné au générique comme interprétant Sid (comme dans le premier film) et l'éboueur porte un T-Shirt similaire à celui de Sid dans le premier opus.
- La scène d'emprisonnement fait référence au film Luke la main froide avec Paul Newman.
- Lors de la dernière scène du film, l’objectif prend de l'altitude et l'on voit le toit de la maison au premier plan et le ciel en arrière-plan à l'inverse de la première image de la série où l'on voit le papier peint de la chambre d'Andy et le toit de la maison fabriquée en carton. D'ailleurs, la disposition des nuages est identique sur les deux plans.
- Un quatrième film Toy Story sous la réalisation de Josh Cooley est sorti en juin 2019[19].
- La Bergère n'apparaît pas dans le film. Rex explique à Woody qu'elle a été vendue. Elle apparaît dans la vidéo souvenir d'Andy. Le sort de la Bergère est révélé dans la suite du film, Toy Story 4.

### Innovation technologique
- Toy Story 3 est le premier film à utiliser le format Dolby Surround 7.1[20].

### Conflit légal: Diece-Lisa contre Disney
Le 11 février 2014, la société Diece-Lisa, propriétaire de la marque Lots-o'-Huggin Bear, entame une procédure de violation de droits d'auteur contre Disney et l'usage du personnage Lotso dans Toy Story 3 (2010),. Diece-Lisa, qui commercialise Lotso (abréviation de Lots-o'-Huggin' Bear), un ours en peluche dont les bras peuvent simuler un câlin, depuis 1995, indique qu'en raison du caractère méchant du personnage dans le film et de l'association à Disney-Pixar, elle ne parvient plus à vendre sa marque et réclame donc une compensation. Le 12 mars 2015, le recours de Disney est débouté par la justice. En 2021, une décision statue en faveur de Disney sur la base du premier amendement, qui protège la libre expression, et de la licence accordée au monde artistique pour l'usage hors accord commercial d'une marque si cela a une pertinence dans l'oeuvre et ne prête pas à ambiguité, selon l'esprit de la décision Rogers v. Grimaldi (en). En 2023 cependant, la Cour suprême révise la notion de licence artistique, ceci permettant à Diece-Lisa de relancer son action en justice.

## Accueil

### Sortie au cinéma

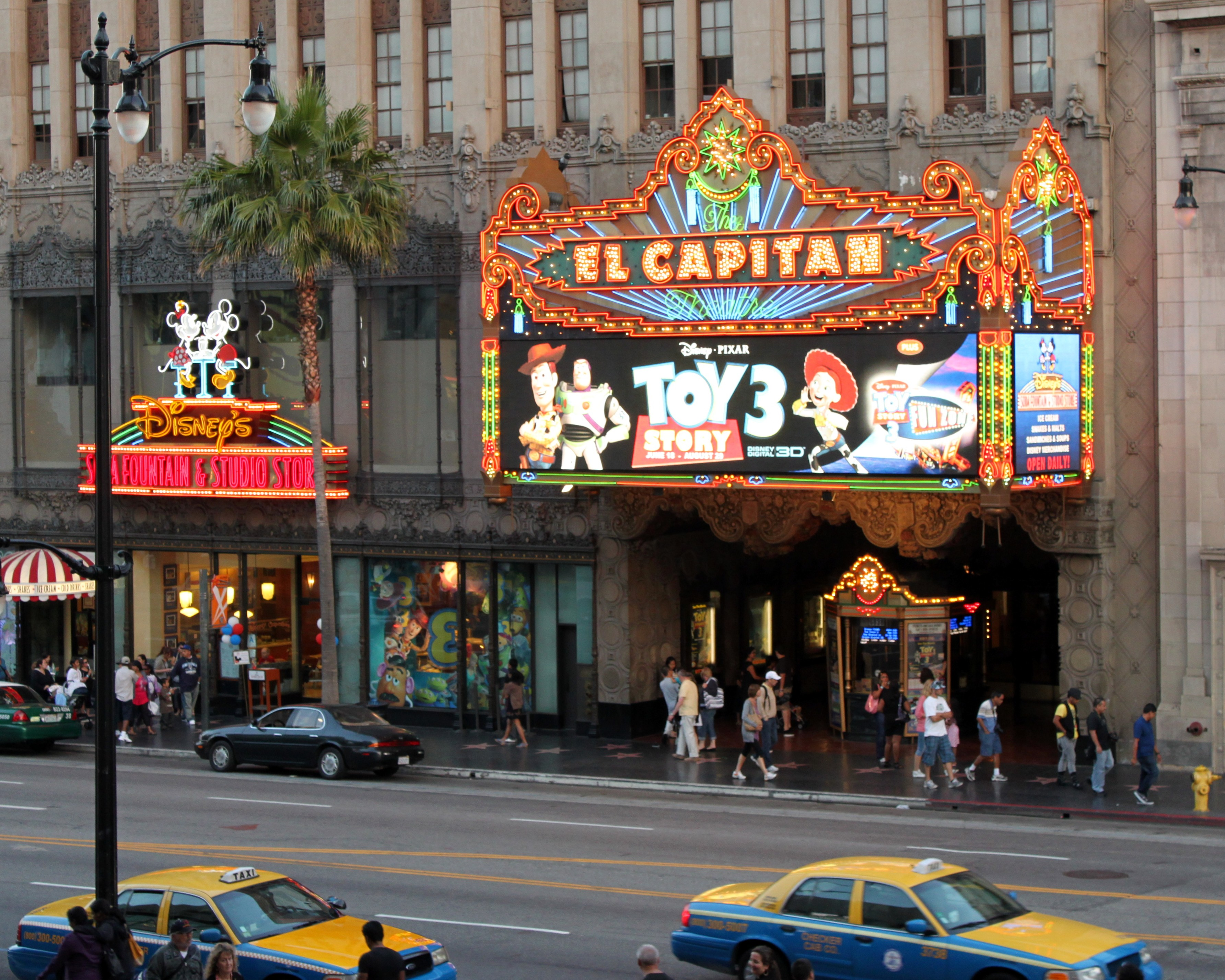
Affiche pour Toy Story 3 au El Capitan Theatre.

Pour sa première fin de semaine dans les salles américaines, Toy Story 3 bat le record de démarrage pour un film Pixar avec 109 millions de dollars américains, se plaçant ainsi à la deuxième place du plus gros démarrage pour un film d'animation derrière les 121,6 millions $US de Shrek le troisième.
Au Québec, Histoires de jouets 3 (titre québécois) se classe premier au box-office en récoltant 924 549 $CAN dès sa première fin de semaine en salles. Le week-end suivant, le film est toujours en tête du box-office avec des recettes cumulant 2 608 240 $,. Au troisième week-end, le film est déclassé par Twilight, chapitre III : Hésitation en obtenant 367 204 $, totalisant alors des recettes de 3 963 861 $. En France, Toy Story 3 réalise d'excellents scores : il totalise 389 918 entrées lors de son premier jour, ce qui représente le troisième meilleur démarrage de l'année derrière Twilight, chapitre III : Hésitation et Shrek 4 : Il était une fin. Le film arrive en tête du box-office pour sa première semaine, avec 1 276 905 entrées.
Le film est devenu, à la mi-août 2010, le film d'animation le plus rentable de tous les temps, avec plus 920 millions de dollars de recettes, dépassant Shrek 2 et ses 919 millions cumulés. À la fin du mois d'août, il devint le septième film de l'histoire à atteindre la barre du milliard de dollars de recettes mondiales.

### Accueil critique
La critique professionnelle est quasiment unanime au sujet du film, d'un côté comme de l'autre de l'océan atlantique. Sur le site américain Rotten Tomatoes, 99 % des 287 critiques recensées accordent un avis positif au film, qui accède sur ce même site à la cinquième place du classement des meilleurs films de l'année 2010.
De nombreux magazines et personnalités du monde de la critique choisissent Toy Story 3 comme le ou l'un des meilleurs films de l'année 2010. Le magazine TIME le classe premier de son top 10, tout comme le réalisateur Quentin Tarantino. A.O. Scott du New York Times est enthousiaste, voyant dans le film « une longue et mélancolique méditation sur la perte, et le caractère éphémère de cette chose noble, têtue et idiote que l'on appelle l'amour ». Owen Gleiberman, d’Entertainment Weekly, lui décerne un A et se dit « enchanté et profondément ému », « sidéré qu'une comédie d'animation en images de synthèse mettant en scène des jouets en plastique puisse avoir cet effet ». Claudia Puig de USA Today accorde 4 étoiles au film, et écrit que « cet épisode, le meilleur des trois, est tout ce qu'un film devrait être : hilarant, touchant, excitant et intelligent ».
En France, Toy Story 3 obtient, sur le site Allociné, une note de 4,7/5 sur 22 critiques de la presse.
Marie Sauvion du Parisien, enthousiaste, savoure « un scénario profondément mélancolique sur le temps qui passe et ne se rattrape guère. » Olivier Séguret de Libération explique que « Le troisième Toy Story n'est pas simplement le dernier : c'est le meilleur. Pour une raison qui ne tient pas à son exécution technique, brillantissime, ni à son humour, souvent tordant, ou à sa délicatesse poétique, jamais prise en défaut (...) Si Toy Story 3 surpasse ses prédécesseurs, c'est parce qu'il en revisite les plus beaux sommets, en ramasse tous les fils et en ferme la boucle. » Axelle Ropert des Inrockuptibles parle d'un film « À la fois profond et joyeux, avec tout le souffle romanesque propre à Pixar. », Cécile Mury de Télérama d'un « grand spectacle sans mièvrerie ». Les Cahiers du cinéma classent le film 4e de leur top 10 de l'année 2010. Arnaud Mangin de Filmsactu déplore cependant que « Tous les ingrédients étaient là pour faire un chef-d'œuvre et Pixar s'est malheureusement contenté de nous proposer le minimum syndical », tout en nuançant ses propos en ajoutant : « Un film tout juste chouette à voir mais oubliable, car largement moins marquant que ses prédécesseurs. »
Toy Story 3 remporte lors de la 83e cérémonie des Oscars en février 2011, l'Oscar du meilleur film d'animation. Il est aussi nommé dans la catégorie « Meilleur film », mais est battu par Le Discours d'un Roi, de Tom Hooper.

### Box-office
- Mondial : 1 066 969 703 USD
- États-Unis -  Canada : 415 004 880 USD
- France : 38 500 000 USD (4 362 849 entrées)
- Ventes DVD et Blu-Ray (recettes totales des États-Unis au 6 mars 2011) 10 567 457 et 2 175 622, soit 233 221 771 $[47]
- Recettes totales : 1 296 365 263 $

## Distinctions
Sauf indication contraire, les informations mentionnées dans cette section peuvent être confirmées par la base de données cinématographiques IMDb,  présente dans la section « Liens externes ».

### Récompenses
- Oscars 2011 :
  - Meilleur film d'animation
  - Meilleure chanson pour We Belong Together, écrite par Randy Newman
- Golden Globe 2011 : meilleur film d'animation
- BAFTA Awards 2011 : meilleur film d'animation

### Nominations
- Oscar 2011 :
  - Meilleur film
  - Meilleur scénario adapté pour Michael Arndt, John Lasseter, Andrew Stanton et Lee Unkrich, d'après les personnages des films Toy Story et Toy Story 2 créés par John Lasseter, Pete Docter et Andrew Stanton
  - Meilleur montage de son
- BAFTA Awards 2011 :
  - Meilleur scénario adapté
  - Meilleurs effes visuels

## Sorties vidéo
- 2 novembre 2010 – DVD, Blu-ray et édition combo incluant à la fois les versions DVD et Blu-ray. Un coffret regroupant les trois films en DVD et Blu-Ray est également proposé à la vente.